# NGC 3730
NGC 3730 is een elliptisch sterrenstelsel in het sterrenbeeld Beker. Het hemelobject werd in 1880 ontdekt door de Britse astronoom Andrew Ainslie Common.

## Synoniemen
- MCG -1-30-3
- NPM1G -09.0436
- PGC 35743